# تيد لونغ
تيد لونغ هو لاعب هوكي الجليد كندي، ولد في 26 يناير 1955 في وودستوك في كندا.

## وصلات خارجية
- تيد لونغ على موقع EliteProspects.com (الإنجليزية)
- تيد لونغ على موقع HockeyDB.com (الإنجليزية)
- تيد لونغ على موقع Hockey-Reference.com (الإنجليزية)